# Vlag van Deurne (Antwerpen)
De vlag van Deurne werd op 6 juli 2011 bij ministerieel besluit vastgesteld als de districtelijke vlag van de Antwerpse district Deurne.
Officieel wordt de vlag beschreven als:
Vijf even hoge banen, van blauw, van geel, van blauw, van geel en van blauw.
De vlag is gebaseerd op het gemeentewapen.

## Eerdere vlag
De vlag van de voormalige gemeente Deurne is blauw met twee horizontale gele banen, waarbij de middelste blauwe baan hoger is dan de andere. De kleuren van de vlag zijn afkomstig van het gemeentewapen.

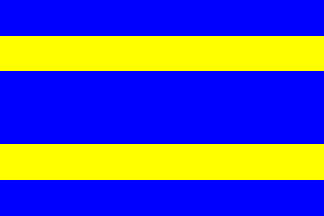
Voorgaande vlag (tot 1983)

In 1983 is Deurne opgegaan in de gemeente Antwerpen. De vlag is daardoor als gemeentevlag komen te vervallen.